# Santullano (Mieres)
Santullano (en asturiano y oficialmente Santuyano) es una parroquia y un barrio del concejo de Mieres en la comarca del Caudal, Principado de Asturias, España.

## Geografía
Creada en 1956 al separarse de la parroquia de Figaredo, se sitúa en la zona central del concejo y limita al norte con la parroquia de Mieres Extrarradio, al este con la de Turón, al sur con la de Figaredo y al oeste con las de Ujo y Valdecuna. La parroquia posee una extensión de 2,63 km² y suma 1020 habitantes en 2022. Se reparte de manera irregular sobre las dos márgenes del río Caudal unidos por un puente que originalmente contaba con cinco arcos cuando se construyó en 1792. Éste había sustituido a otro anterior  que fue arrastrado por una gran riada en junio de 1788 que había reemplazado, a su vez, a otro que había sido destruido por las mismas causas en 1676. 
Consta de un total de 12 núcleos según el nomenclátor de 2022.
La parroquia, consagrada a la Sagrada Familia. Disfruta de toda suerte de comunicaciones por carretera, como también por ferrocarril de la Renfe, así como una ruta senderista que enlaza la parroquia con la trinchera minera de mina clavelina en Turón.
Desde el 2014 en la parroquia se encuentra el Hospital Vital Álvarez-Buylla que presta atención y servicios sanitarios dentro del área sanitaria VII, que comprende los concejos de Aller, Lena y Mieres.

## Patrimonio
- Casa natal de Aniceto Sela. Casona tradicional regional de mediados del siglo XIX, con una amplia galería lateral de madera y cristal. Consta de dos plantas  en cuadrado y está rodeada por una finca.
- Palacio del Vizconde Heredia. Construcción palacial rural edificado probablemente entre el siglo XVII y el siglo XVIII. Se trata de un edificio compacto de planta cuadrangular y una torre de sección cuadrada en una de sus esquinas. La torre levanta cuatro alturas, separadas por línea de impostas. En ella se abren huecos adintelados y un escudo decora el último piso.

## Núcleos de población
Los núcleos que conforman la parroquia son:
| Núcleo              | Nombre oficial             | Pob (2022) | Datos INE | Altitud (m.) | Km a Mieres |
| ------------------- | -------------------------- | ---------- | --------- | ------------ | ----------- |
| Brañanocedo         | Brañanoceo                 | 8          | [ 4 ]     | 430          | 5           |
| La Cantera          | La Cantera                 | 7          | [ 5 ]     | 580          | 9           |
| Cuarteles de Dóriga | Los Cuarteles del Maragatu | 1          | [ 6 ]     | 280          | 4           |
| La Estación         | La Estación                | 84         | [ 7 ]     | 240          | 2,9         |
| Reguerona           | La Reguerona               | 17         | [ 8 ]     | 230          | 2,4         |
| San Bernardo        | La Pedrera                 | 12         | [ 9 ]     | 240          | 3           |
| Santullano          | Santuyano                  | 860        | [ 10 ]    | 240          | 2,8         |
| La Sierra           | La Sierra                  | 5          | [ 11 ]    | 225          | 3           |
| La Venta            | La Venta                   | 6          | [ 12 ]    | 250          | 4,2         |
| Villarejo           | Villareo                   | 7          | [ 13 ]    | 320          | 2,9         |
| Villasola           | Villasola                  | 0          | [ 14 ]    | 235          | 2           |
| Vistalegre          | Vistalegre                 | 13         | [ 15 ]    | 300          | 2,8         |

## Demografía
Según los últimos datos recogidos del año 2022, Santullano cuenta con una población de 1020 habitantes (470 hombres y 550 mujeres).   
A continuación, se muestra la evolución demográfica desde el año 1960:  
| Gráfica de evolución demográfica de Santullano entre 1960 y 2022                         |
|                                                                                          |
| Fuente: Instituto Nacional de Estadística de España - Elaboración gráfica por Wikipedia. |

## Galería

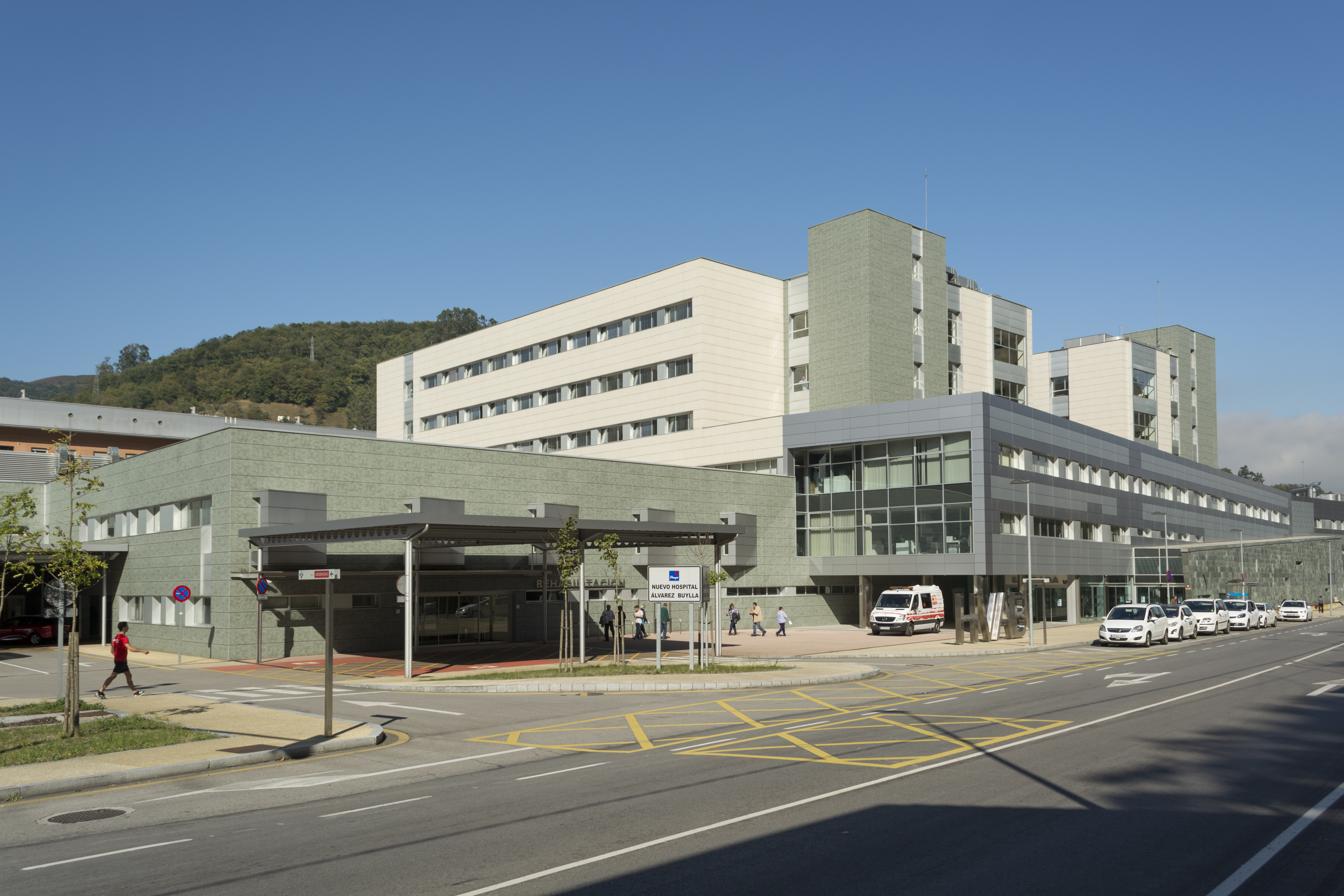
Hospital Álvarez-Buylla
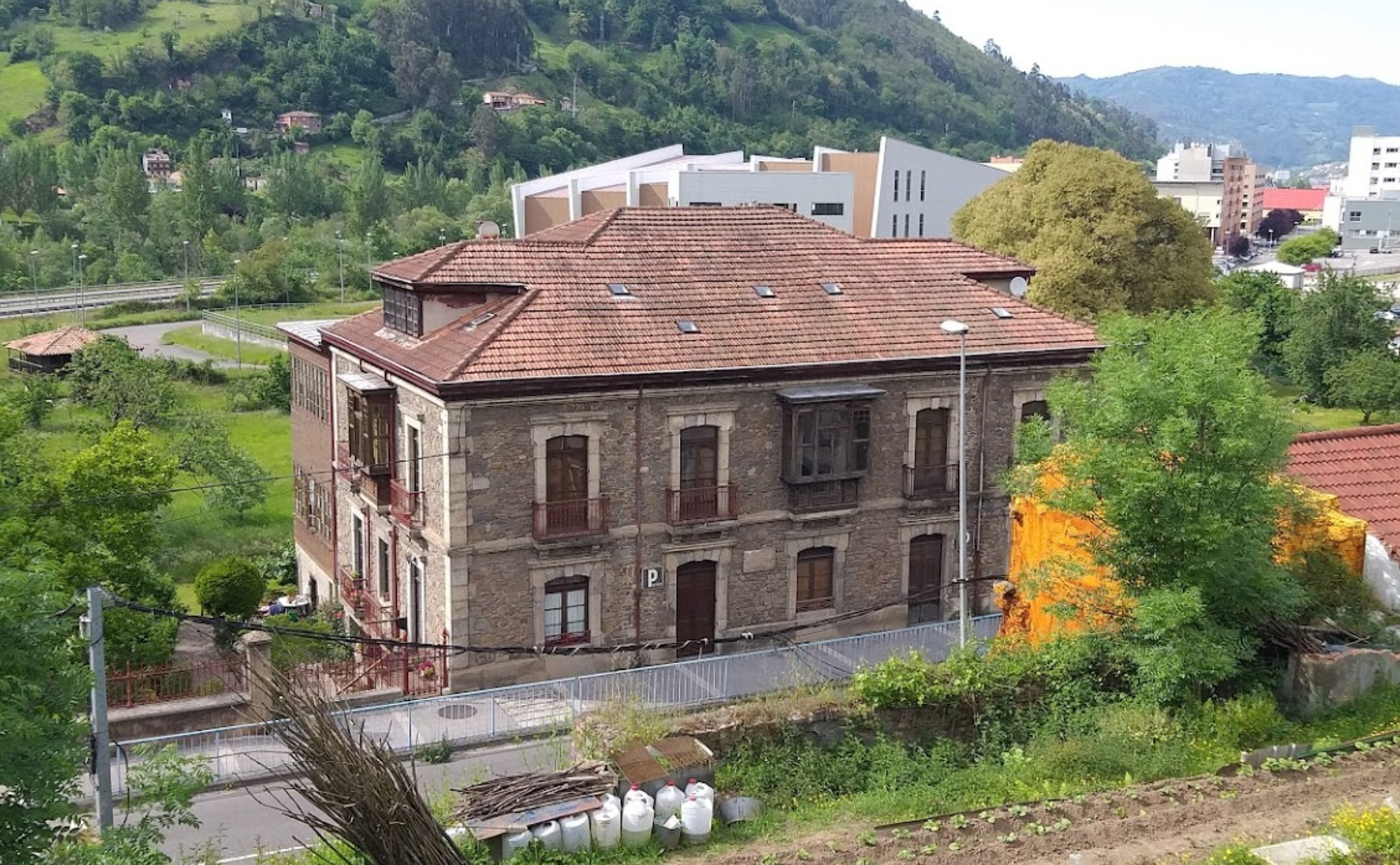
Casa natal de Aniceto Sela
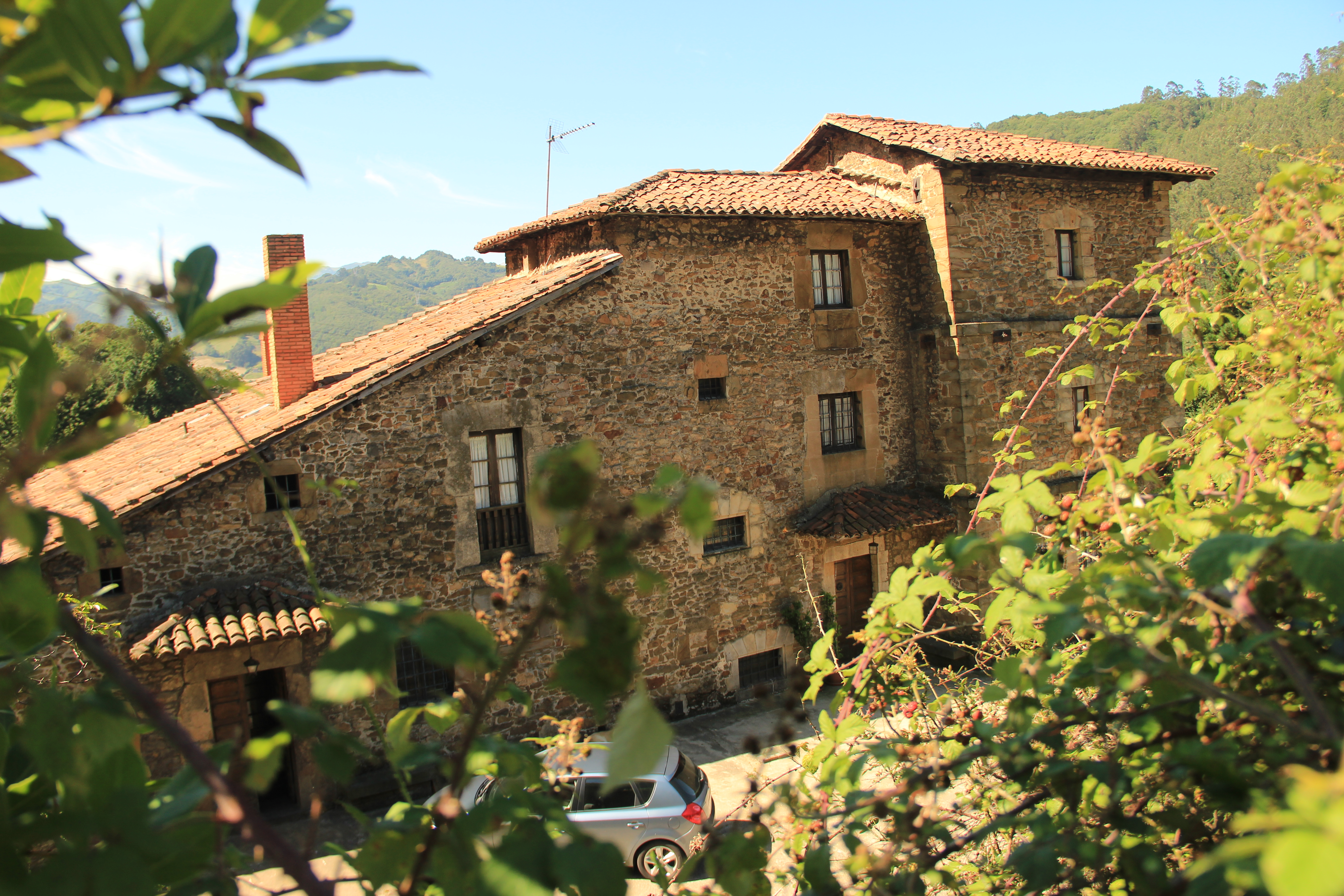
Palacio del Vizconde Heredia